# Festival giovanile internazionale
Il Festival giovanile internazionale (in esperanto Internacia Junulara Festivalo, o più brevemente IJF) è un incontro giovanile organizzato nella settimana di Pasqua dalla Gioventù Esperantista Italiana in una diversa città italiana. Quest'incontro è ormai entrato tra i tradizionali incontri esperantisti giovanili europei.

## Programma
Ai partecipanti viene proposto un programma sviluppato su più piani, che propone più attività in ogni momento. Il programma si articola in:
- tematico: in ogni edizione viene proposto un tema, che viene poi sviluppato all'interno di dibattiti, seminari ed altri momenti di confronto;
- generalista: accanto al programma tematico si svolgono escursioni, corsi di lingua e di ballo, giochi di società ed altre attività di socializzazione;
- sportivo: durante il festival si svolgono anche tornei sportivi;
- serale: la sera si svolgono concerti, spettacoli teatrali ed altri momenti di aggregazione dei partecipanti;
- notturno: di notte sono attivi una discoteca, un bar ed una sala da tè.

La comunicazione avviene di norma tramite la lingua internazionale esperanto. Chi vuole migliorare la sua conoscenza della lingua può frequentare i corsi di livello base ed avanzato.
In anni specifici, il programma si è arricchito di eventi peculiari. Più volte si è svolta, nel corso del congresso, una sessione di corsi intensivi curati dall'Accademia internazionale delle scienze di San Marino.

## Storia
Il primo Festival giovanile internazionale fu organizzato nel 1977 a Levico Terme, in Trentino, su iniziativa di Brunetto Casini, che allora era Segretario Generale della TEJO. Solitamente vi sono all'incirca tra i 60 e i 100 partecipanti; il più grande festival (con 325 partecipanti) fu il ventiquattresimo, che fu organizzato nel 2000.

## Sedi del festival
| Numero  | Anno | Città                                  | Partecipanti | Tema                                                                                           |
| ------- | ---- | -------------------------------------- | ------------ | ---------------------------------------------------------------------------------------------- |
| XLVIII  | 2025 | Torricella di Magione (PG)             | 66           | Intelligenza Artificiale: limiti e possibilità dell'umanità                                    |
| XLVII   | 2024 | Serrada di Folgaria (TN)               | 58           | I ponti al di là dei monti                                                                     |
| XLVI    | 2023 | Palmi (RC)                             | 40           | Il risveglio dell'Esperanto tra le associazioni giovanili                                      |
| XLV     | 2022 | Forni Avoltri loc. Piani di Luzza (UD) | 85           | Piccole comunità come elementi identitari                                                      |
| XLIV    | 2020 | Torino (TO)                            | -            | Festival annullato causa pandemia                                                              |
| XLIII   | 2019 | Rimini (RN)                            | 45           | Il sacro                                                                                       |
| XLII    | 2018 | Marina di Ascea (SA)                   | 67           |                                                                                                |
| XLI     | 2017 | Castione della Presolana (BG)          | 99           | Il sogno di pace nelle tenebre della guerra                                                    |
| XL      | 2016 | Pesaro (PU)                            | 81           | Che cos’è l’immigrazione? Perché esiste e per quale motivo e verso dove le persone emigrano?   |
| XXXIX   | 2015 | Brusson loc. Hameau Ponteil (AO)       | 85           | Gli obiettivi di sviluppo del millennio                                                        |
| XXXVIII | 2014 | Castelsardo loc. "Lu Bagnu" (SS)       | 140          | Le due metà del cielo                                                                          |
| XXXVII  | 2013 | Villanova di Ostuni (BR)               | 61           | Esperanto: why not?                                                                            |
| XXXVI   | 2012 | Cervia (RA)                            | 111          | Nuovi linguaggi per nuovi mezzi di comunicazione: Da Leibniz a Zuckerberg, passando per Turing |
| XXXV    | 2011 | Col di Nava (IM)                       | 75           | Generazioni in viaggio                                                                         |
| XXXIV   | 2010 | Roncegno (TN)                          | 69           | Globalizzazione culturale                                                                      |
| XXXIII  | 2009 | Giulianova (TE)                        | 92           | Identità europea (festival annullato causa terremoto)                                          |
| XXXII   | 2008 | Senigallia (AN)                        | 120          | Anno Internazionale delle Lingue                                                               |
| XXXI    | 2007 | Lignano Sabbiadoro (UD)                | 124          | 120 anni di Esperanto: 120 anni di mutua comprensione e pace                                   |
| XXX     | 2006 | Torricella di Magione (PG)             | 51           | Esperanto - lingua di pace                                                                     |
| XXIX    | 2005 | Jesolo (VE)                            | 94           | Diritti umani e mutua comprensione linguistica                                                 |
| XXVIII  | 2004 | Abetone (PT)                           | 68           | La musica unisce le persone                                                                    |
| XXVII   | 2003 | Savona                                 | 124          | Tra globalizzazione e localismo: quale identità per i giovani?                                 |
| XXVI    | 2002 | Fenestrelle (TO)                       | 155          | Integrazione delle minoranze nell'Europa dell'€                                                |
| XXV     | 2001 | Bolsena (VT)                           | 165          | Odissea linguistica                                                                            |
| XXIV    | 2000 | Cavallino (VE)                         | 325          | Essere o non essere europeo?                                                                   |
| XXIII   | 1999 | Bellaria (RN)                          | 150          | Ricerca e sapere                                                                               |
| XXII    | 1998 | Lignano Sabbiadoro (UD)                | 205          | Europa variopinta                                                                              |
| XXI     | 1997 | Col di Nava (IM)                       | 90           | Futuro                                                                                         |
| XX      | 1996 | Sant'Orsola Terme (TN)                 | 170          | Diffusione e controllo dell'informazione: quale modello per una società democratica            |
| XIX     | 1995 | Marina di Massa (MS)                   | 201          | Il lavoro della gioventù in un contesto internazionale                                         |
| XVIII   | 1994 | Fenestrelle (TO)                       | 180          | Droghe del XX secolo                                                                           |
| XVII    | 1993 | Vasto (CH)                             | 148          | Turismo                                                                                        |
| XVI     | 1992 | Pont de La Salle (AO)                  | 144          | Unione europea e nazionalismi                                                                  |
| XV      | 1991 | Pinarella di Cervia (RA)               | 126          | Modelli di sviluppo per una società sostenibile                                                |
| XIV     | 1990 | Breguzzo (TN)                          | 130          | Giochi                                                                                         |
| XIII    | 1989 | Savona                                 | 100          | Europa, porti, cultura                                                                         |
| XII     | 1988 | Castiglione dei Pepoli (BO)            | 103          | Dall'Odissea alle astronavi, esplorazione di nuovi mondi                                       |
| XI      | 1987 | Venaria Reale (TO)                     | 167          | Società moderna tra magia e tecnologia                                                         |
| X       | 1986 | Castelfranco Veneto (TV)               | 166          | Venezia e Mediterraneo                                                                         |
| IX      | 1985 | Venaria Reale (TO)                     | 153          | Essere giovane in Europa, oriente ed occidente                                                 |

### 1° IJF (Levico Terme, 1977)
Il primo IJF si tenne a Levico Terme (TN), presso l'Hotel Miralago, dal 7 all'11 aprile 1977. Vi erano iscritti preventivamente 51 partecipanti di 5 diverse nazionalità, ma nella giornata iniziale ne giunsero un'altra sessantina, costringendo gli organizzatori a far aprire un ulteriore albergo. Il tema del festival fu "Eŭropo kontraŭ diskriminacio" ("L'Europa contro la discriminazione").

### 2° IJF (Lido di Jesolo, 1978)
Il secondo IJF si tenne a Lido di Jesolo (VE), presso il Kursaal, dal 23 al 27 marzo 1978. Vi presero parte 76 partecipanti di 9 diverse nazionalità. Il tema del festival fu "Junularo kaj teatro" ("La gioventù e il teatro").
Lo IJF ospitò anche una sessione di lavoro del Direttivo della Gioventù Esperantista Mondiale TEJO.

### 3° IJF (Marina di Massa, 1979)
Il terzo IJF si tenne a Marina di Massa (MS), presso la casa per ferie "Villa Santa Maria" di Ronchi di Massa, dal 12 al 16 aprile 1979. Vi presero parte 73 partecipanti di 8 diverse nazionalità. Il tema del festival fu "Internaciaj kulturaj interŝanĝoj per muziko" ("Scambi culturali internazionali per mezzo della musica"). Per la prima volta si scelse di far avvenire le elezioni del consiglio direttivo della Gioventù esperantista italiana nel corso del festival, e non nel periodo estivo, come avveniva in precedenza.

### 4° IJF (Gorizia, 1980)
Il quarto IJF si tenne a Gorizia, presso la Casa dello Studente Sloveno - Slovenski dijaški dom Simon Gregorčič, dal 3 al 7 aprile 1980. Vi presero parte 110 partecipanti di 13 diverse nazionalità. Il tema del festival fu "Bildartoj" ("Arti figurative").

### 5° IJF (Porretta Terme, 1981)
Il quinto IJF si tenne a Porretta Terme (BO), presso l'Hotel Castanea, dal 16 al 20 aprile 1981. Vi presero parte 120 partecipanti. Il tema del festival fu "Esperanto kaj humuro" ("L'esperanto e l'umorismo"). A causa di un rincaro dei prezzi stabilito all'ultimo momento dalla direzione della struttura ospitante, la Gioventù esperantista italiana soffrì un forte passivo, da cui riuscì a risollevarsi solo dopo tre anni grazie all'intervento del presidente della Federazione esperantista italiana.

### 6° IJF (Trieste, 1982)
Il sesto IJF si tenne a Trieste, presso la Casa del Profugo Giuliano "Nazario Sauro", dall'8 al 12 aprile 1982. Vi presero parte circa 100 partecipanti di 15 diverse nazionalità. Il tema del festival fu "Turismo por interpopolaj rilatoj" ("Il turismo per le relazioni fra i popoli").

### 7° IJF (Domaso, 1983)
Il settimo IJF si tenne a Domaso (CO), presso il Motel International, dal 31 marzo al 4 aprile 1983. Vi presero parte circa 100 partecipanti di 20 diverse nazionalità. Il tema del festival fu "Fotografarto" ("L'arte della fotografia"). A causa dell'amministrazione disattenta e del programma scadente, questa edizione rischiò di essere l'ultima.

### 8° IJF (San Giuliano Mare, 1984)
L'ottavo IJF si tenne a San Giuliano Mare (RN, allora in provincia di Forlì), presso l'Hotel Giulianelli, dal 18 al 23 aprile 1984. Vi presero parte circa 100 partecipanti di 10 diverse nazionalità. Il tema del festival fu "Promesitaj landoj" ("Terre promesse"). Fu la prima edizione della durata di sei giorni; nel corso del festival si svolse un seminario della Tutmonda Esperantista Junulara Organizo, la massima associazione esperantista giovanile mondiale.

### 9° IJF (Venaria Reale, 1985)
Il nono IJF si tenne a Venaria Reale (TO), presso la Cascina Brera del Parco regionale La Mandria, dal 3 all'8 aprile 1985. Vi presero parte 153 partecipanti di 12 diverse nazionalità. Il tema del festival fu "Esti juna en Eŭropo, oriente kaj okcidente" ("Essere giovani in Europa, in oriente e in occidente").

### 10° IJF (Castelfranco Veneto, 1986)
Il decimo IJF si tenne a Castelfranco Veneto (TV), presso l'Istituto professionale di Stato per l'agricoltura, dal 26 al 31 marzo 1986. Vi presero parte 166 partecipanti provenienti da 13 diverse nazioni: Italia, Jugoslavia, Germania Ovest, Ungheria, Spagna, Francia, Regno Unito, Polonia, Svezia, Paesi Bassi, Austria, Svizzera e Stati Uniti d'America. Il tema del festival fu "Venecio kaj Mediterraneo" ("Venezia e il Mediterraneo"). Il festival fu organizzato in collaborazione con le associazioni esperantiste giovanili di Catalogna, Francia e Jugoslavia, e fu anche denominato "Unua Mediteranea Renkontiĝo" ("primo incontro mediterraneo").